# José María Vázquez Ocampo
José María Vázquez Ocampo (1 de julio de 1947) es miembro del cuerpo diplomático argentino desde 1975, que se ha desempeñado como Embajador argentino en Bélgica y Haití. Es hijo de Marta Ocampo de Vásquez quién fue presidenta de Madres de Plaza de Mayo Línea Fundadora.

## Biografía
Fue designado embajador en Bélgica mediante el decreto presidencial 493/11 firmado el 3 de mayo de 2011.
Como embajador en Haití sufrió el terremoto que asoló en enero de 2010 y debió dormir con toda la comitiva diplomática en un parque de Puerto Príncipe porque la embajada se había derumbado.
Su puesto de Secretario de Estado en Asuntos Internacionales de Defensa fue abandonado por diferencias con la ministra Nilda Garré.

## Trayectoria
- Septiembre 2011: Embajador argentino en Bélgica
- 2008-2011: Embajador argentino en Haití
- 2007: Secretario de Estado en Asuntos Internacionales de Defensa, Ministerio de Defensa
- 2006-2007: Secretario de Estado en Asuntos Militares, Ministerio de Defensa
- 2004-2005: Subsecretario de Asuntos Técnicos Militares, Ministerio de Defensa
- 2002-2003: Director de la Maestría "Integración, Mercosur y Desarrollo Regional, Universidad Nacional de Santiago del Estero
- 1998-1999: Coordinador del Área de Defensa y Seguridad Internacional de la Fundación Carlos Auyero
- 1995-2001: Director de la Maestría en "Procesos de Integración Regional" de la Universidad Nacional del Nordeste
- 1994-1995: Secretario Parlamentario del Bloque de Diputados del Partido PAIS
- 1993-1994: Consultor del Programa de la Organización de las Naciones Unidas para el  "Desarrollo de un Proyecto sobre Cooperación Universitaria"
- 1993-1995: Asesor de José Octavio Bordón, senador de la provincia de Mendoza
- 1992-1994: Jefe de Asesoría del Secretario de Planeamiento Urbano de la Municipalidad de la Ciudad de Buenos Aires
- 1989: Investigador Científico del  Consejo Nacional de Investigaciones Científicas y Técnicas (CONICET)
- 1977-1983: Investigador del Centro de Estudios Económicos y Sociales del Tercer Mundo en "Nuevo Orden Económico Internacional"
- 1973-1975: Asesor del Ministro de Relaciones Exteriores de Argentina, Juan Carlos Puig[4]

## Publicaciones
- Vázquez Ocampo, José María (1989). Política exterior argentina : de los intentos autonómicos a la dependencia. Biblioteca política Argentina 261. Centro Editor de América Latina. p. 122. ISBN 950-25-1530-7.

- Vázquez Ocampo, José María (1989). Política exterior argentina : de los intentos autonómicos a la dependencia. Biblioteca política Argentina 262. Centro Editor de América Latina. p. 224. ISBN 950-25-1531-5. [5]